# Incredible Bongo Band
Incredible Bongo Band, aussi connu sous le nom de Michael Viner's Incredible Bongo Band, est un groupe de funk américain fondé en 1972 par Michael Viner (en).

## Histoire du groupe
Formé à l'origine pour enregistrer deux morceaux de la bande-son du film de série B The Thing with Two Heads (en), le groupe sort l'album Bongo Rock en 1973 puis The Return of the Incredible Bongo Band en 1974 avant de se séparer. L'instrumental Bongo Rock obtient un succès considérable au Canada. Le second album n'obtient pas le succès du premier malgré la présence de Ringo Starr.

## Postérité
DJ Kool Herc a donné naissance au hip-hop en utilisant à l'aide de deux vinyles similaires la rythmique d'Apache des Shadows. Le morceau a été ensuite samplé par des artistes comme The Sugarhill Gang, comme le morceau-titre Bongo Rock.
Last Bongo in Belgium fut entre autres samplé par Massive Attack pour leur chanson Angel en 1998.